# نجم نسبي

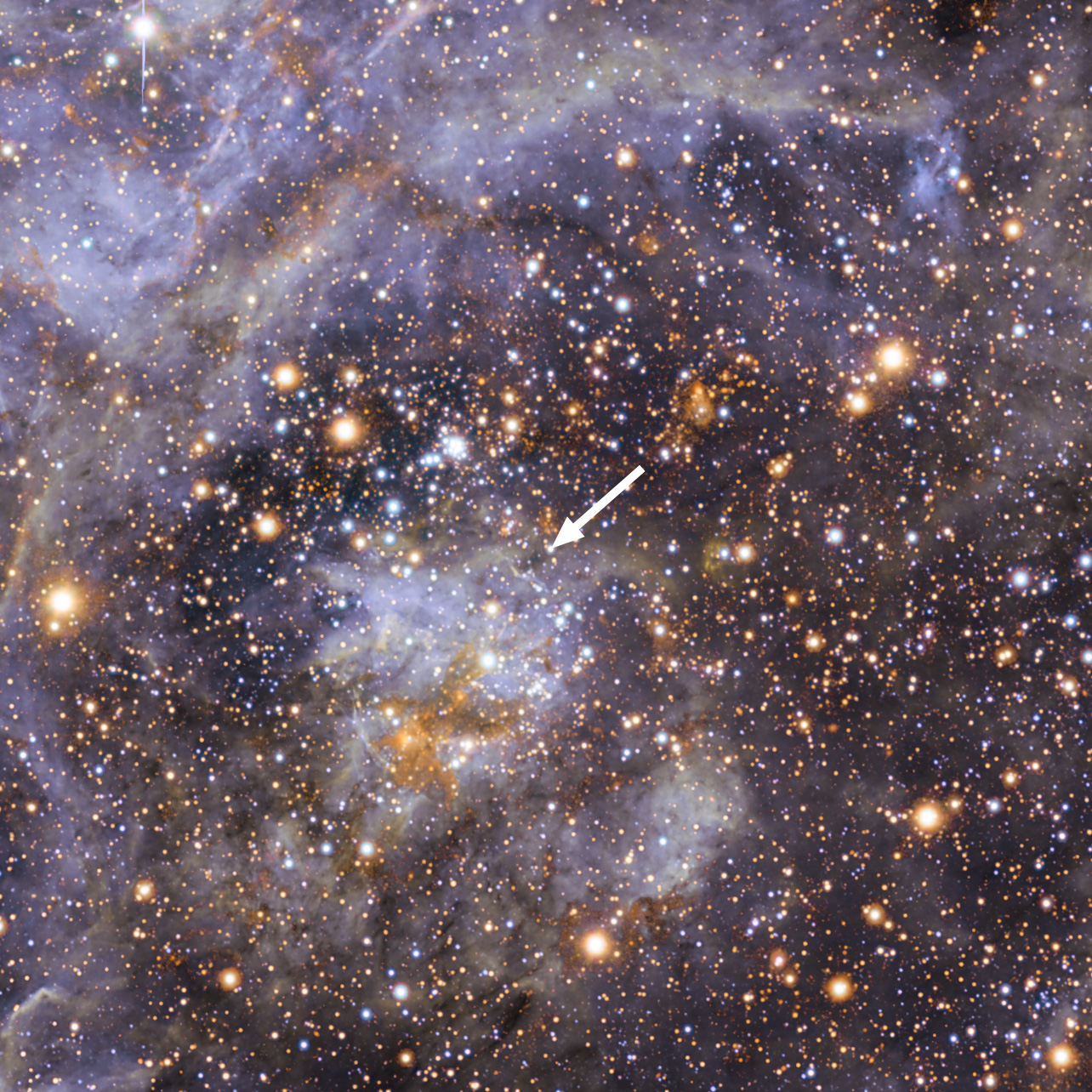
VFTS 102 هو أسرع النجم الدوارة على الإطلاق - 100 مرة أسرع من الأرض، أو بسرعة 447 كيلومترا في الثانية (1,610,000 كم / ساعة)

النجم النسبي هو نجم نيوتروني دوار الذي يمكن وصف سلوكه بشكل جيد من قبل نظرية النسبية العامة، ولكن ليس من قبل الميكانيكا الكلاسيكية. النجوم النسبية هي إحدى المصادر المحتملة التي تسمح بدراسة موجات الجاذبية.
وثمة تعريف آخر للنجم النسبي هو معادلة حالة الغاز في حالة النسبية الخاصة .ويمكن أن يحدث هذا عندما يصبح قلب نجم ضخم من نجوم النسق الأساسي حار بما فيه الكفاية لتوليد أزواج الإلكترون- بوزيترون. ويظهر تحليل الاستقرار أن مثل هذا النجم مرتبط هامشيا فقط، وغير مستقر وقد ينهار أو ينفجر. ويعتقد أن عدم الاستقرار يحد من كتلة نجوم النسق الأساسي إلى بضع مئات من كتلة الشمس أو نحو ذلك. نجوم من هذا الحجم وأكبر قادرة على الانهيار مباشر إما إلى ثقب أسود فائق الضخامة أو ثقب أسود متوسط الكتلة.